# Hundling
Hundling [undlɛ̃] est une commune française située dans le département de la Moselle et le bassin de vie de la Moselle-Est, en région Grand Est.

## Géographie

### Communes limitrophes
| Nousseviller-Saint-Nabor | Rouhling     |             |
| Metzing                  | Hundling     | Ippling     |
| Guebenhouse              | Ernestviller | Woustviller |

### Hydrographie
La commune est située dans le bassin versant du Rhin au sein du bassin Rhin-Meuse. Elle est drainée par le ruisseau l'Altwiesenbach et le ruisseau le Strichbach.
Le ruisseau l'Altwiesenbach, d'une longueur totale de 11 km, prend sa source dans la commune de Loupershouse et se jette  dans la Sarre à Sarreguemines, après avoir traversé sept communes.
Le Strichbach, d'une longueur totale de 10,3 km, prend sa source dans la commune de Tenteling et se jette  dans l'Altwiesenbach  à Sarreguemines, après avoir traversé six communes.

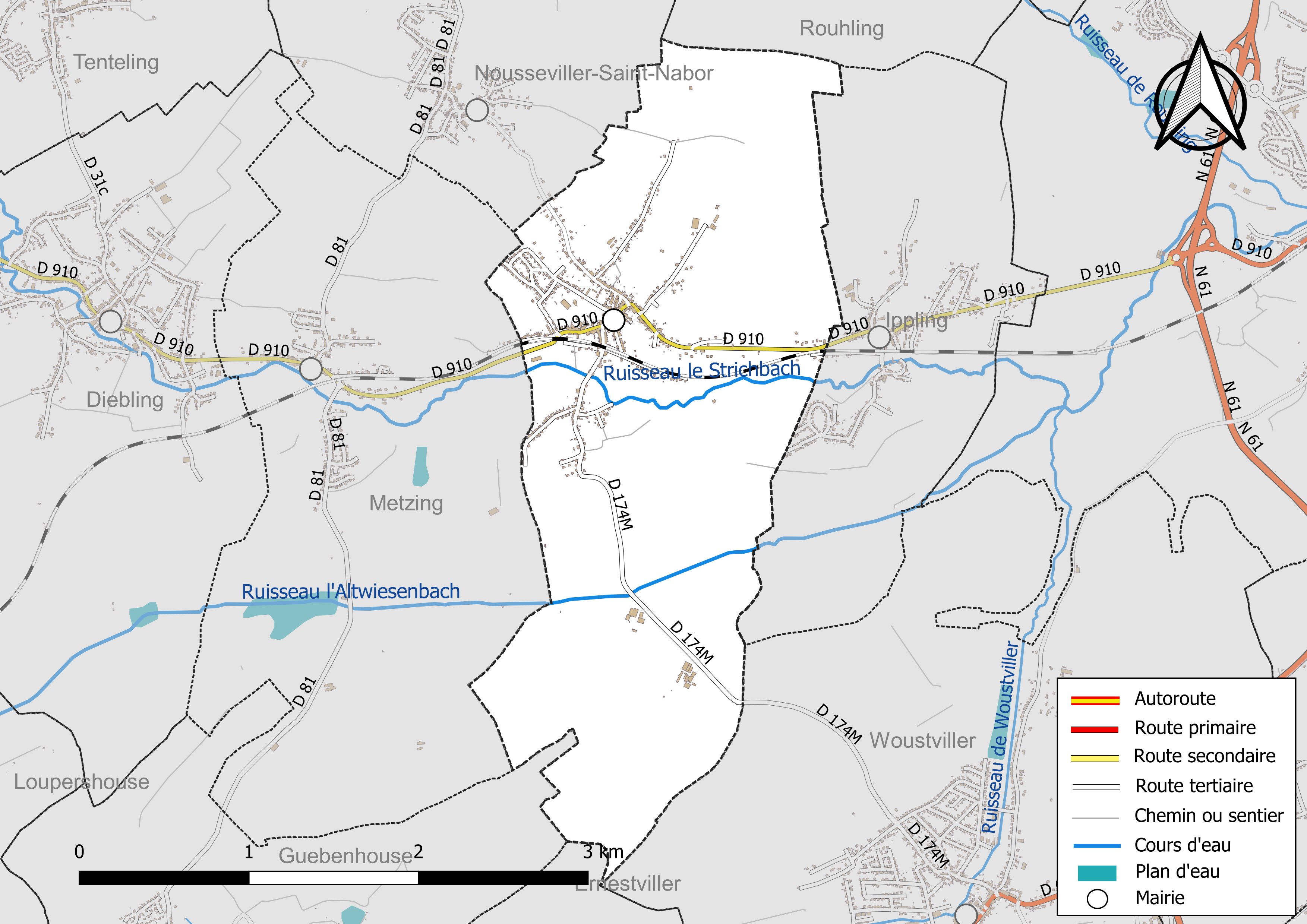
Réseaux hydrographique et routier d'Hundling.

La qualité du ruisseau l'Altwiesenbach et du ruisseau le Strichbach peut être consultée sur un site dédié géré par les agences de l’eau et l’Agence française pour la biodiversité.

### Climat
Pour des articles plus généraux, voir Climat du Grand Est et Climat de la Moselle.
En 2010, le climat de la commune est de type climat des marges montargnardes, selon une étude du Centre national de la recherche scientifique s'appuyant sur une série de données couvrant la période 1971-2000. En 2020, Météo-France publie une typologie des climats de la France métropolitaine dans laquelle la commune est exposée à un climat semi-continental et est dans une zone de transition entre les régions climatiques « Lorraine, plateau de Langres, Morvan » et « Vosges ». 
Pour la période 1971-2000, la température annuelle moyenne est de 9,9 °C, avec une amplitude thermique annuelle de 17 °C. Le cumul annuel moyen de précipitations est de 856 mm, avec 12,3 jours de précipitations en janvier et 9,4 jours en juillet. Pour la période 1991-2020, la température moyenne annuelle observée sur la station météorologique de Météo-France la plus proche, « Seingbouse », sur la commune de Seingbouse à 11 km à vol d'oiseau, est de 10,5 °C et le cumul annuel moyen de précipitations est de 731,4 mm. 
La température maximale relevée sur cette station est de 37,9 °C, atteinte le 25 juillet 2019 ; la température minimale est de −17 °C, atteinte le 20 décembre 2009,,. 
Les paramètres climatiques de la commune ont été estimés pour le milieu du siècle (2041-2070) selon différents scénarios d'émission de gaz à effet de serre à partir des nouvelles projections climatiques de référence DRIAS-2020. Ils sont consultables sur un site dédié publié par Météo-France en novembre 2022.

## Urbanisme

### Typologie
Au 1er janvier 2024, Hundling est catégorisée bourg rural, selon la nouvelle grille communale de densité à sept niveaux définie par l'Insee en 2022.
Elle appartient à l'unité urbaine de Hundling, une agglomération intra-départementale regroupant deux  communes, dont elle est ville-centre,,. Par ailleurs la commune fait partie de l'aire d'attraction de Sarreguemines (partie française), dont elle est une commune de la couronne,. Cette aire, qui regroupe 48 communes, est catégorisée dans les aires de 50 000 à moins de 200 000 habitants,.

### Occupation des sols
L'occupation des sols de la commune, telle qu'elle ressort de la base de données européenne d’occupation biophysique des sols Corine Land Cover (CLC), est marquée par l'importance des territoires agricoles (69,6 % en 2018), en diminution par rapport à 1990 (77,9 %). La répartition détaillée en 2018 est la suivante : 
prairies (51,7 %), terres arables (16 %), forêts (14,6 %), zones urbanisées (14 %), zones agricoles hétérogènes (1,9 %), zones humides intérieures (1,7 %). L'évolution de l’occupation des sols de la commune et de ses infrastructures peut être observée sur les différentes représentations cartographiques du territoire : la carte de Cassini (XVIIIe siècle), la carte d'état-major (1820-1866) et les cartes ou photos aériennes de l'IGN pour la période actuelle (1950 à aujourd'hui).

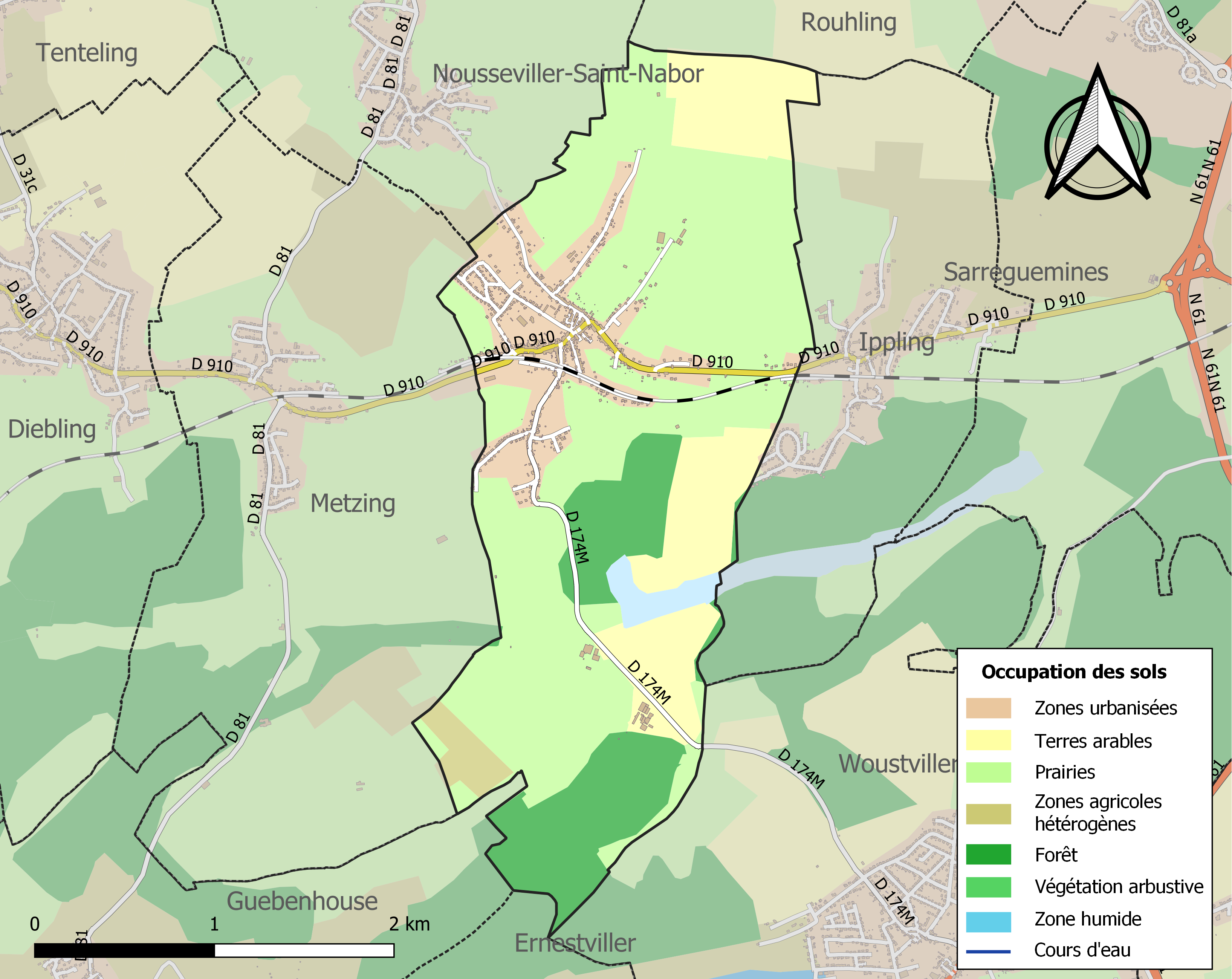
Carte des infrastructures et de l'occupation des sols de la commune en 2018 (CLC).

## Toponymie
- Hundelinga en 1315 (Archive de Sarrebruck), Hundlingen en 1581 (Archive de Sarralbe), Hundlingen (1594), Hindlingen (1695), Hinling et Hunling (XVIIe siècle), Hindling (carte de Cassini), Hundling (1801), Hundlingen (1871-1918).
- Hindlinge[16], Hundlinge et Hunnlinge en francique lorrain.
- Sobriquet des habitants : Hundlinger Schakepp (les "jacquot" de Hundling)[17].

## Histoire
Le nom de Hundling apparaît pour la première fois dans un acte du 1er novembre 1257 (in festo omnium sanctorium, la fête des morts, puisqu’il n’existait pas de calendrier) lorsque Gérard de Marimont (Mörsberg puisque l’on parlait allemand), a cédé pour vingt livres de Metz, une partie de ses possessions de Hundling à l’ordre des Chevaliers teutoniques. Le reste de ses biens reviendront à l’ordre après son décès et celui de son épouse Adélaïde.
En 1298 les Chevaliers teutoniques confient le moulin de Hundling en fermage à Johannes Von Hersinensinga. Ce moulin était situé sur le lieu-dit Bruehl et puisait son eau du ruisseau appelé  Strichbach.
Le village est alors propriété de l’ordre des Chevaliers teutoniques de la maison de Sarrebruck, et le restera jusqu'à la Révolution. Les habitations, en plus du moulin, ne devaient pas compter plus d’une ou deux fermes ce qui faisait tout au plus 20 à 30 personnes.
Durant des siècles ensuite, les noms de Hundling, Ippling (le village voisin) et le ban de Hersing alias Hersingen (une bande de terre de deux cents hectares se trouvant entre les deux villages) apparaîtra fréquemment dans les chroniques judiciaires. Le ban de Hersing, mentionné Hersingerban en 1759, relevait directement de l'empire d'Allemagne et fut incorporé au canton de Sarrebruck de 1797 à 1813.
1648 : avec le traité de Westphalie, la guerre de Trente Ans prend fin. Le comte Jean Daniel Lothar de Kerpen, bien que relevant du Saint-Empire romain germanique, rend hommage dans une lettre au roi de France Louis XIV. Quant aux survivants du village, ils recommencent à défricher les terres, à cultiver le sol et à élever du bétail.
1680 : La paix étant maintenant bien installée, les comtes de Kerpen pour Hundling et les Chevaliers teutonique pour le ban de Hersing décident de procéder à un bornage et un découpage des parcelles car, la guerre ayant causé décès et départs, il convient de redistribuer les terres aux habitants encore présents et aux nouveaux arrivants. Le village ne compte alors que seize familles ce qui ne fait pas plus de 100 personnes. La répartition se fait comme suit :
Nicolas Muller 25 ha,
Georg Kill 22 ha,
Pierre Hergott 22 ha,
Jean Sébastien Wernett 18 ha,
Jean Ostermann 7 ha,
Jean Nicolas Nickes 7 ha,
Hartmann Mertz 9 ha,
Sébastien Reuter 5 ha,
Nicolas Schloesser 5 ha,
Jean Georges Siebert 4 ha,
Le seigneur de Kerpen 20 ha,
L’église de Nousseviller 18 ha,
L’église de Hundling 20 ha,
Les héritiers de Caspar Hein 2,5 ha,
Les héritiers de Jean klein 2,5 ha,
Les héritiers de Nicolas Siebert 10 ha,
Les héritiers de Studinger 5 ha,
La disparité des attributions de terres n’est pas expliquée.
D’autres familles habitent le village mais n’ont reçu aucune terre : Jean Novier, Jean Theobald Gorius, Balthasar Wernett, Philippe Gruenenwald, Jean Pierre Trunckenwaldt, Nicolas Loyson.
En 1700, le ban de Hesseling (ou Esselange) est vendu à la commune.
1789 : Les villages alentour sont français et, à la création des départements, Hundling n’est pas inclus dans le département de la Moselle et relève toujours de l’empire. En 1794, les habitants demandent à faire partie de la France mais ce ne sera le cas qu’après le traité de Campoformio, le 18 octobre 1797. Le village sera alors rattaché au département de la Sarre. Cette situation pose quelques problèmes religieux car l’église se trouve à Nousseviller et ce village fait partie de la Moselle. Officiellement, le rattachement à la Moselle a lieu par décret impérial le 5 avril 1813.
En 1800, le village compte 300 habitants.
Comme nous venons de le voir, Hundling a été durant des siècles, une localité à vocation exclusivement agricole. Tout le monde travaille et vit de la terre. Cela explique les innombrables procès à ce sujet ayant opposé les habitants de Hundling et Ippling, mais aussi les seigneurs de Kerpen et le duc de Lorraine pour ne citer que les intervenants les plus importants. La terre donc, est un élément vital pour ces gens. Mais les propriétaires sont nombreux et seuls quelques-uns possèdent suffisamment de terres ainsi que le cheval ou le bœuf et la charrue pour travailler assez de terre pour nourrir la famille. Les autres doivent trouver ou apprendre un travail d’appoint pour survivre et nourrir leur famille. C’est pourquoi on trouve des journaliers, des forgerons, des charrons, des maçons, des charpentiers, tonnelier, tisserand, colporteur, pâtre, potier, chasseur, aubergiste, meunier, cordier, etc. Certains habitants exercent plusieurs métiers en fonction des besoins ou de la saison. Cette liste donne une indication assez précise sur la vie du village qui pouvait donc vivre dans une relative autarcie. Ce n’est qu’à la fin XIXe siècle que viendront s’ajouter les instituteurs, curé, facteur, épicier, et déjà des cheminots et des ouvriers d’usines car la ligne de chemin de fer arrive à la fin du siècle.

## Politique et administration
| Période                                  | Période   | Identité        | Étiquette      | Qualité |
| ---------------------------------------- | --------- | --------------- | -------------- | ------- |
| mars 1977                                | mars 1995 | Etienne Bock    | -              | -       |
| mars 1995                                | mars 2001 | Roger Fischer   | -              | -       |
| mars 2001                                | mars 2014 | Aloyse Missler  | -              |         |
| mars 2014                                | mai 2020  | Olivier Haag    | Sans étiquette |         |
| mai 2020                                 | En cours  | Patricia Momper |                |         |
| Les données manquantes sont à compléter. |           |                 |                |         |

## Démographie
L'évolution du nombre d'habitants est connue à travers les recensements de la population effectués dans la commune depuis 1836. Pour les communes de moins de 10 000 habitants, une enquête de recensement portant sur toute la population est réalisée tous les cinq ans, les populations de référence des années intermédiaires étant quant à elles estimées par interpolation ou extrapolation. Pour la commune, le premier recensement exhaustif entrant dans le cadre du nouveau dispositif a été réalisé en 2007.

En 2022, la commune comptait 1 344 habitants, en évolution de −0,07 % par rapport à 2016 (Moselle : +0,52 %, France hors Mayotte : +2,11 %).
| 1836 | 1841 | 1861 | 1866 | 1871 | 1875 | 1880 | 1885 | 1890 |
| ---- | ---- | ---- | ---- | ---- | ---- | ---- | ---- | ---- |
| 443  | 463  | 516  | 550  | 540  | 549  | 570  | 552  | 551  |

| 1895 | 1900 | 1905 | 1910 | 1921 | 1926 | 1931 | 1936 | 1946 |
| ---- | ---- | ---- | ---- | ---- | ---- | ---- | ---- | ---- |
| 560  | 574  | 605  | 636  | 667  | 743  | 796  | 834  | 838  |

| 1954 | 1962  | 1968  | 1975  | 1982  | 1990  | 1999  | 2006  | 2007  |
| ---- | ----- | ----- | ----- | ----- | ----- | ----- | ----- | ----- |
| 975  | 1 117 | 1 172 | 1 133 | 1 234 | 1 322 | 1 373 | 1 373 | 1 373 |

| 2012  | 2017  | 2022  | - | - | - | - | - | - |
| ----- | ----- | ----- | - | - | - | - | - | - |
| 1 342 | 1 350 | 1 344 | - | - | - | - | - | - |

## Culture locale et patrimoine

### Lieux et monuments

#### Édifices religieux
- Église Saint-Jacques-le-Majeur néo-gothique 1858.
- Ancienne chapelle des Chevaliers teutoniques, détruite en 1815.

### Héraldique
| Blason de Hundling | Blason  | De gueules à l'épée haute d'argent garnie d'or; à la bordure d'azur semée de croisettes d'argent. |
| Blason de Hundling | Détails | Le statut officiel du blason reste à déterminer.                                                  |